# Seleção Boliviana de Basquetebol Masculino
A Seleção Boliviana de Basquetebol é a equipe que representa a Bolívia em competições internacionais da modalidade. 